# Верди-Ерк
Верди-Ерк (рос. Верды-Эрк) — річка в Російській Федерації, що протікає в Чеченській Республіці. Права притока річки Аргун. Довжина — 15 км, площа водозабірного басейну — 87,2 км².